# Pteris geminata
Pteris geminata là một loài thực vật có mạch trong họ Pteridaceae. Loài này được Wall. miêu tả khoa học đầu tiên năm 1828.